# Mandiana
Mandiana – miasto w Gwinei; 10 500 mieszkańców (2006). Przemysł spożywczy, włókienniczy.